# Ciudad deportiva de Paterna
La Ciudad Deportiva de Paterna (en valenciano,  Ciutat Esportiva de Paterna) es un complejo deportivo propiedad del Valencia Club de Fútbol situado en el término municipal de la localidad valenciana de Paterna, inaugurada el 19 de febrero de 1992.
El club adquirió estos terrenos bajo la presidencia de Francisco Ros Casares en 1974 y su coste fue de 85 millones de pesetas, algo más de 500 000 euros.
Con una extensión de 180 000 metros cuadrados y trece campos de fútbol, entre ellos el conocido como Estadio Antonio Puchades, es el lugar habitual de trabajo no solo de primer equipo, sino también de los que componen las categorías inferiores del club, también es donde juega los partidos el Valencia Mestalla, el primer filial del club.
La ciudad deportiva dispone de una residencia para los equipos y jugadores de la cantera que vienen de cualquier parte del mundo a formarse como futbolistas y un moderno Centro de Rehabilitación dotado de diversas salas para la recuperación de los futbolistas lesionados o que se encuentren en período de rehabilitación.

## Instalaciones
- Campo 1: Fútbol 11 (105 x 65 metros). Césped natural.
- Campo 2: Fútbol 11 (105 x 68 metros). Césped artificial.
- Campo 3: Fútbol 11 (105 x 65 metros). Césped natural.
- Campo 4: Fútbol 11 (105 x 68 metros). Césped natural.
- Campo primer equipo: Fútbol 11 (105 x 65 metros). Césped natural.
- Campo segundo equipo: Fútbol 11 (105 x 65 metros). Césped natural.
- Estadio Antonio Puchades: Fútbol 11 (105 x 68 metros). Césped natural, capacidad 3000 personas.
- Pabellón polideportivo:
- Varios Campos del Fútbol 7 con césped artificial.

## Datos generales
- Dirección: Carretera Mas Camarena S/N  CP 46980 Paterna (Valencia)
- Teléfono: 902 01 19 19 Fax: 96 132 24 71